# Esgrima nos Jogos Olímpicos de Verão da Juventude de 2014 - Florete Moças
As competições de florete individual feminino da esgrima nos Jogos Olímpicos de Verão de Verão da Juventude de 2014 foram disputadas a 17 de Agosto no Centro Internacional de Exposições de Nanquim em Nanquim, China. Sabrina Massialas (EUA) foi campeã, batendo a japonesa Karin Miyawaki que foi Prata. A medalha de Bronze foi ganha por Huang Ali da China.

## Medalhistas
| Ouro   | USA Sabrina Massialas |
| Prata  | JPN Karin Miyawaki    |
| Bronze | CHN Huang Ali         |

## Resultados

### Finais
|  | Semifinais            | Semifinais         |   |                      | Final                 | Final |  |
|  |                       |                    |   |                      |                       |       |  |
|  |                       |                    |   |                      |                       |       |  |
|  | RUS Marta Martyanova  | 10                 |   |                      |                       |       |  |
|  | JPN Karin Miyawaki    | 15                 |   |                      |                       |       |  |
|  |                       |                    |   |                      |                       |       |  |
|  |                       |                    |   |                      |                       |       |  |
|  |                       |                    |   |                      | USA Sabrina Massialas | 7     |  |
|  |                       | JPN Karin Miyawaki | 6 |                      |                       |       |  |
|  |                       |                    |   |                      |                       |       |  |
|  |                       |                    |   |                      |                       |       |  |
|  |                       |                    |   |                      | Disputa pelo bronze   |       |  |
|  |                       |                    |   |                      |                       |       |  |
|  | USA Sabrina Massialas | 12                 |   | RUS Marta Martyanova | 8                     |       |  |
|  | CHN Huang Ali         | 7                  |   |                      | CHN Huang Ali         | 13    |  |